# 自動コンテンツ認識
自動コンテンツ認識 (英: Automatic content recognition、略称: ACR) とは、スマートテレビやスマートフォンといった端末上で再生される音声・動画・画像などのコンテンツを識別する技術である。こうしたコンテンツが再生されると、ACR側のライブラリにある情報と照合し、何がユーザーの端末上で再生されているのかを識別できる。ストリーミング配信だけでなく、DVDやBlu-rayといった固定媒体であっても再生されたコンテンツをACRで捕捉できる。ユーザーの個人情報保護法令遵守の観点から、ユーザーはオプトアウト (データ捕捉拒否) を選択することができるものの、2022年時点でスマートテレビ利用者の9割が拒否せずに視聴データをACR側に提供しているとの報告もある。

## 活用領域
元来はコンテンツの視聴者の利用状況を捕捉・分析するために開発された技術であるが、その後は広告へと活用範囲が拡大している。ACRを用いてコンテンツの視聴時間、スキップしたコンテンツ、再視聴したコンテンツなどを分析することで、そのユーザー向けにカスタマイズした広告をリアルタイムで配信できる。
またユーザー投稿型動画サービスのYouTubeでは、著作権侵害コンテンツの投稿検知にACRの一種であるContent IDを2007年より導入している (「コンテンツID」の日本語名が用いられることもある)。音楽を例にとると、音楽業界から著作権保護下にある楽曲をYouTubeに提供してもらい、ライブラリ (データベース) を作成する。YouTubeの一般ユーザーが楽曲などのコンテンツをYouTubeに投稿すると、Content IDのライブラリと照合し、著作権侵害のアラートを発出する仕組みである。著作権者側 (上記の例では音楽レーベルなど) はアラートが発出されると通知を受け、このユーザーの投稿をブロックできるだけでなく、事後的に許諾して広告収入の一部を還元してもらう「マネタイズ」を選択することも可能である。ただしライブラリのデータ精度、そして照合の精度が必ずしも高いとは言えず、合法的なコンテンツ投稿にも誤ってアラートが発出されることがある。

## 市場規模と主なプレイヤー
2022年のACR世界市場規模は230億米ドル程度に達しているとの推計があり、2027年までに年平均16%以上の成長が見込まれている。ACRの主要プレイヤーはApple社傘下のShazamのほか、Audible Magic、Digimarc、ACRCloud、Microsoft傘下のNuance Communicationsが知られている。ACRは市場集中度が高いと言われている。

### 引用文献
- Bridy, Annemarie (アイダホ大学法学部教授) (2020). “The Price of Closing the Value Gap: How the Music Industry Hacked EU Copyright Reform [バリュー・ギャップを埋める代償: 音楽業界はいかにしてEUの著作権法改革に切り込んだのか]” (英語) (PDF). Vanderbilt Journal of Entertainment & Technology Law (Vanderbilt University) 22 (2).